# 오뎃사 화일
오뎃사 화일(The Odessa File)은 영국, 서독에서 제작된 로널드 님 감독의 1974년 스릴러, 드라마 영화이다. 존 보이트 등이 주연으로 출연하였다.

## 내용
1963년 11월 하순, 서독 함부르크의 어느 거리. 자동차 안에서 신문기자 밀러(조 보이트)는 미국에서 일어난 중대 뉴스를 듣는다. 케네디 대통령 암살의 소식. 때마침 그 옆을 구급차가 급히 지나가자 밀러는 호기심으로 그 뒤를 미행, 가난한 한 유대 노인이 자살했음을 알게 된다. 노인은 한 권의 일기를 남겼다. 거기에는 전시중 강제 수용소에서 겪은 갖가지 고초, 특히 악마처럼 냉혹 잔인했던 로슈만 대위(맥시밀리언 셸)에 대한 일이 자세히 적혀 있었다. 밀러는 이 미지의 사나이를 추적해 본다. 처음에는 단순한 호기심에서였으나 추적하는 동안, 지하철 홈에 떠밀리기도 하고, 3인조인 이스라엘 첩보원에게 납치되어 특별훈련을 받은 뒤, SS기관으로 잠입하게 되는 등, 어느 틈에 불가사의한 수수께끼의 소용돌이에 말려든다. 마침내는 연인 지기(메리어 텀)와의 대화가 경찰을 통해 SS조직 측에 누설되고 그 기관원의 명부인 '오뎃사 파일'을 훔쳐 내려는 밀러와 SS의 처절한 사투가 벌어진다. 이윽고 그의 집요한 추적은, 로슈만 대위가 수많은 유대인뿐만 아니라 자기 부친마저 살해한 원수임을 알아내고 만다. 마침내 호젓한 산장에서 숙적 로슈만과의 대결. 그리고 한방의 총성. 오랜 추적은 끝나고 완성된 복수 뒤에 오는 허탈감. 그러나 구(舊) 나치스의 조직은 여전히 세계의 곳곳에서 준동하고 있는 것이다.

## 감상
제명의 오뎃사란 Organization der Ehemaligen SSAngehorigen의 머리글자를 하나씩 딴 것으로 SS(나치스 친위대)의 도피를 원조하는 비밀조직. <재콜의 날>을 쓴 프레데릭 포사이스의 원작을 영화한 것으로, 전후 30년이 지난 뒤에도 망령처럼 유럽 곳곳에서 꿈틀거리는 나치 잔당의 조직을 생생하게 묘사하고 있어 전쟁을 모르는 세대에게 큰 감명과 교훈을 주고 있다.

## 출연

### 주연
- 존 보이트
- 맥시밀리안 쉘

### 조연
- 메리 탬
- 마리아 쉘
- 데릭 제이코비
- 피터 제프리
- 커트 하이젤
- 한스 메셈머
- 슈무엘 로든스키

## 제작진
- 원작자: 프레드릭 포사이드
- 제작책임: 피아 아놀드
- 공동제작: 존 R. 슬로언
- 자문: 시몬 비젠탈